# Karkú
Karkú é uma série de televisão juvenil chilena transmitida no formato de telenovela entre 2007 e 2009.
O grupo musical Six Pack, formado pelos protagonistas da série, fez apresentações no país. Suas duas primeiras temporadas (2007 e 2008) foram produzidas pela tv pública chilena Televisión Nacional de Chile e sua terceira e última temporada (2009) foi produzida pelo canal a cabo Nickelodeon América Latina.
Foi a primeira série adquirida pela Nickelodeon América Latina e seu lançamento marcou a estreia do canal na teledramaturgia latino-americana. A segunda teve sua estreia em 29 de setembro de 2008, pouco depois de ser encerrada no Chile. A terceira temporada veio em 2009, estreando em fevereiro no Chile.
Na tv aberta brasileira, Karkú foi exibida várias vezes entre 2010 e 2015 pela TV Brasil em diversos horários.

## Sinopse
Emilia "Emi" Valdez chega de uma cidade do norte ( Vallenar ) à casa de seus tios. Lá, ela começa a frequentar uma escola particular chamada "British Royal School", onde conhece Francisco (Zico), Álex, Martín e as irmãs Vale e Fernanda (Feña). Durante as duas primeiras temporadas, os personagens vivem grandes aventuras enfrentando o desafio de arrecadar dinheiro para a viagem escolar. Na terceira temporada, Álex e Fernanda são substituídos pelos irmãos Dana e Chris. Na série, Emi quebra a quarta parede, falando sozinha na tela quando algo surpreendente acontece e ninguém ao seu redor a ouve.

### Primeira temporada
- Subtítulo original da temporada: Atrévete!
- No Brasil: Karkú - Uma Galera Atrevida

A primeira temporada narra a história de Emília, uma simpática e bonita menina de 13 anos, que chegou à capital do país para viver com os seus tios. Em seu novo colégio, conhecerá grandes colegas, com quem constituirá uma profunda amizade. Eles se tornam jovens empresários com o objetivo de arrecadar fundos para realizar, no final do ano, um lindo passeio de formatura. Com esse objetivo, os garotos levarão animais de estimação para passear, venderão flores, cuidarão de crianças, farão uma festa, entre muitas outras coisas. Junto com Emília, Fernanda, Valentina, Zico, Alex e Martin, o telespectador vivencia, com humor e simpatia, a aventura de crescer e viver em um tempo de vida que é cheia de mudanças. Os jovens serão amigos e inimigos, vão se separar e se apaixonar. Descobrirão seus pontos fortes e fracos, esperanças e medos neste caminho rumo à maturidade.

### Segunda temporada
- Subtítulo original: Ir Más Lejos
- No Brasil: Karkú - Ir Mais Longe

Emília, Fernanda, Zico, Valentina, Alex e Martin aproveitam os seus últimos dias no passeio. Todos fazem a limpeza da praia. Voltam a Santiago e enfrentam o calor antes de voltar ao colégio. É hora de ir às aulas. Entre encontros e desencontros, romances e decepções, a galera irá voltar unida agora no 1º ano. Desta vez, buscando novos e engenhosos esforços para recolher dinheiro para a sua viagem de final de ano. Mas eles terão de enfrentar um grande obstáculo: a nova professora da escola, senhora Helena Jaramillo. Rigorosa e autoritária, para ela, os alunos têm apenas de se dedicar aos estudos e a nada mais.
Emília e Zico terão problemas causados por Martin e Fernanda. Emília começa a gostar de Martin, que sente o mesmo por Emília. Na 2° temporada, Emília vai embora da escola e vai morar em outra cidade. Seu lugar na escola fica vago e entra uma nova aluna: Fátima de Souza. Ela aparenta ser uma menina boa, mas, no fundo, é uma menina que gosta de enganar os outros.
Logo, Valentina começa a desconfiar de Fátima e pede, para o inspetor Palácios, algumas informações sobre a menina. Emília e Valentina descobrem que, na sua escola anterior, Fátima era conhecida como "Tsunami". Marcos Valdívia começa a gostar de Fátima e começa também a ignorar Fernanda, que fica com ciúmes mas, depois, que Emília volta e Fátima vai embora, Marcos Valdívia volta a gostar de Fernanda. Fernanda começa a namorar com Zico e Emília fica com ciúmes. Essa temporada é marcada, no final, pela saída de Fernanda e Alex.

### Terceira temporada
- Subtítulo original: Nuevos Desafíos
- No Brasil: Karkú - Novos Desafios

Emi, Zico, Vale e Martin aproveitam seus últimos dias de férias no Lago Rapel, na região de O'Higgins, quando Zico decide voltar com Emília. É quando, então, um grito de socorro estraga tudo: uma garota sofre um acidente após cair de seu jet ski. É onde eles conhecem os irmãos Hamilton: Daniela e Chris, dois jovens dos Estados Unidos.
Chris é atraído por Vale, mas um problema os separa e ela mais seus amigos são forçados a regressar a Santiago. Então, quando eles pensavam que tinham se livrado dos Hamiltons, uma nova surpresa: os irmãos seriam os seus novos colegas de sala. Ao chegar à escola, os jovens se deparam com um triângulo amoroso. Isso porque eles terão uma nova professora de música, pela qual o inspetor Palácios se apaixonará perdidamente. O problema é que ele será perseguido pela enfermeira "Kenita". Durante a temporada, os amigos formarão o grupo musical Six. No desenrolar da história, Dani e Chris entram no colégio porque Margarida, ex-namorada de Martin, se torna amiga de Dani. Novos casais se formarão. Valentina descobre que gosta de Martin, mas se dá conta que ele está mais maduro e mais difícil de controlar. Chris vai namorar com Margarida para fazer ciúmes em Vale. O grupo enfrentará também a Batalha das Bandas. Muitas aventuras os aguardam.

## Elenco
Principal
- Constanza Piccoli Molina - Emilia "Emi" Valdés
- Ignacio Sepúlveda - Francisco "Zico" Sotomayor
- Raquel Calderón - Fernanda "Feña" Urquieta
- Cesar Morales - Martín Maldonado
- Luciana Echeverría - Valentina "Vale" Urquieta
- Vicente Muñoz - Alex Schilling
- Constanza Herrero - Daniela "Dana" Hamilton
- Nicolás Guerra - Cristian "Chris" Hamilton

Secundário
- Gustavo Becerra - Inspetor Palacios
- Marcos Bucci - Marcos "Chanchivia" Valdivia
- Patricia Irribarra - senhorita Elena
- Renato Münster - tio Arturo
- Vania Alejandra López - Margarita
- Peggy Cordero - Edna
- Carlos Embry - Manuel Valdés
- Araceli Vitta - senhorita Fabiana Castillo
- Paulina Hunt - enfermeira María Eugenia
- Javiera Hernández - senhorita Daniela
- Paula Sharim - tio Mariana
- Daniel Herrera - Lucas
- Francisca Reiss - Patricia
- Rodrigo Leon - Diego

## Produção
A primeira série no formato telenovela latino-americana para o público jovem,Karkú foi coproduzida pela My Friend Entertainment e pela Televisión Nacional de Chile (TVN). Seu título é derivado do idioma mapudungun e significa "ousar", o que "reflete fielmente o espírito da trama", de acordo com a TVN.
A série foi criada por Onell López Campos e José Francisco García, com Campos como diretor, juntamente com Juan Pablo Tapia, e García como produtor executivo, e Felipe Vergara e Soledad Pérez como produtores. Ela explora o envelhecimento dos adolescentes, com foco na América Latina, e os produtores tentaram estimular a diligência, o trabalho em equipe e a amizade em seus espectadores. López comentou que tentou inserir a música como um recurso que "não apenas serve como um ornamento, mas faz parte do empreendimento dos protagonistas, é uma ferramenta que eles têm".

## Exibição
Karkú foi transmitido na América do Sul, América Central, América do Norte, Europa e Oceania. Na Europa, a transmissão foi feita pelo canal internacional da Televisión Nacional de Chile. No final de 2009, foi assinado um contrato com a distribuidora espanhola "Imira Entertainment" e com a Telemundo, e uma série de canais como Disney Channel, Televisión Española, Nickelodeon comprou os direitos para a Europa. Em 2010, foi comercializado para vários canais europeus, como o MIP TV, entre outros. A Telemundo estabeleceu laços mais estreitos com vários mercados, especialmente com o mercado asiático. No Brasil, começou a ser exibido em 2010 pela TV Brasil.

## Six Pack
Six Pack foi um grupo infanto-juvenil criado a partir da série. Este grupo musical fez muito sucesso no Chile. A banda já se apresentou em vários festivais importantes locais.